# Сеть (фильм, 2008)
«Сеть» (англ. The Plex) — это Австралийская  комедия 2008 года снятая режиссёром и сценаристом Тимом Бойлом. Фильм вышел на экраны 25 сентября 2008 года.

## Сюжет
AJ живёт неудовлетворенной жизнью и поступает на работу в местный кинотеатр Multiplex в месте со свои другом Зиком и его сексуальной, но вечно прожорливой подружкой Кейти. Но после того как AJ несправедливо увольняют, он решает свести счеты со своим старым начальником.

## В ролях
| Актёр            | Роль         |
| ---------------- | ------------ |
| Мэтт Доран       | AJ           |
| Джейсон Крюз     | Зик          |
| Саманта Тернер   | Кейти        |
| Ивонн Страховски | Сара         |
| Лора Андерсен    | Бетти Паркер |
| Стив Бастони     | Барон        |
| Джон Боксер      | Ангус Васнар |
| Тим Бойл         | A.D.D.Dave   |

## Места съемок
Сидней, Новый Южный Уэльс, Австралия